# Perttu Vartiainen
Perttu Vartiainen, född 17 maj 1953 i Sysmä, död 30 juli 2017 i Joensuu, var en finländsk geograf.
Vartiainen blev filosofie doktor 1984. Han fungerade 1992 och 1994 som professor i planeringsgeografi vid Helsingfors universitet och utnämndes sistnämnda år till professor i samhällsgeografi vid Joensuu universitet, där han 2003 valdes till rektor.
Han utövade ett starkt inflytande på kultur- och samhällsgeografins utveckling i Finland från slutet av 1980-talet och anlitades flitigt  av myndigheter och ministerier som sakkunnig, särskilt i frågor gällande regional utveckling och regionalpolitik. Vartiaines forskning var dels  teoretisk till sin natur, med flera metodologiska och idéhistoriska publikationer, dels starkt förankrad i konkret planering och regional utveckling. Han ägnade uppmärksamhet särskilt åt stadsnätverk i Finland, kring Östersjön och inom EU.